# Nervy Nat Kisses the Bride
Nervy Nat Kisses the Bride je americký němý film z roku 1904. Režisérem je Edwin S. Porter (1870–1941). Film trvá zhruba dvě minuty.

## Děj
Film zachycuje tuláka, jak se ve vlaku začne hnát do přízně ženě, kterou na krátký moment opustil její milenec, když si zašel zakouřit. Tulák je okamžitě odveden průvodčími, kteří ho za jízdy vyhodí z vlaku.